# Kallbergstjärnen, Dalarna
Kallbergstjärnen är en sjö i Malung-Sälens kommun i Dalarna och ingår i Göta älvs huvudavrinningsområde. Sjön har en area på 0,118 kvadratkilometer och ligger 593,3 meter över havet. Sjön avvattnas av vattendraget Lutua (Lötån).

## Delavrinningsområde
Kallbergstjärnen ingår i det delavrinningsområde (677000-134000) som SMHI kallar för Utloppet av Södra Lötsjön. Medelhöjden är 497 meter över havet och ytan är 27,64 kvadratkilometer. Det finns inga avrinningsområden uppströms utan avrinningsområdet är högsta punkten. Lutua (Lötån) som avvattnar avrinningsområdet har biflödesordning 2, vilket innebär att vattnet flödar genom totalt 2 vattendrag innan det når havet efter 523 kilometer. Avrinningsområdet består mestadels av skog (71 procent) och sankmarker (19 procent). Avrinningsområdet har 1,56 kvadratkilometer vattenytor vilket ger det en sjöprocent på 5,7 procent.